# Les Portes du Sud
 (mars 2020).
Les portes du Sud est un centre commercial situé dans la zone commerciale de Chenôve, appartenant à Dijon Métropole en Bourgogne-Franche-Comté. Inauguré en 1974, il est le troisième plus grand centre commercial de la métropole dijonnaise après la celui de la Toison d'Or et du Grand Quetigny.  Le 30 septembre 2024, aucun repreneur ne s'étant manifesté, il fermera ses portes définitivement.  

## Historique
Inauguré en 1974, il s'agit initialement d'un hypermarché sous l'enseigne Mammouth. 
En 1988, le groupe CEDIS est racheté par le Groupe Casino et l'hypermarché de 10 000 m2 devient alors Géant Casino.
En 1993, il est agrandie pour y intégrer une galerie marchande sous le nom de "C Chenôve" puis rénové en 1999 .
En 2021, il est racheté par le groupe Mercialys et change de nom : "Les portes du Sud".

## Caractéristiques
- Superficie totale : 23 000 m2

- Nombre de boutiques : 38 boutiques dont 1 grande surface (Géant Casino), des moyennes surfaces (Gifi, Feu vert, Intersport, etc.), ainsi que des enseignes exclusives (Naf Naf,Camaïeu, Sephora,

Elie Couture,
Marionnaud, etc.), des restaurants, bars et cafés (Burger King, Léon de Bruxelles, À la bonne heure, Dolce Vita, etc.).
- Parc de stationnement : 1 954 places de stationnement.